# Elecciones provinciales de Salta de 1958
Las elecciones provinciales de Salta de 1958 tuvieron lugar el domingo 23 de febrero del mencionado año, con el objetivo de restaurar las instituciones democráticas constitucionales y autónomas de la provincia después de la intervención federal provocada por el golpe de Estado de septiembre de 1955, que derrocó al gobierno constitucional de Juan Domingo Perón e instauró un régimen militar de facto, el cual proscribió a Perón y a su movimiento, el peronismo, de la vida política de la Argentina. Se considera, por lo tanto, que los comicios realizados entre 1958 y 1966 no fueron completamente libres y justos. Se debía elegir, en fórmula única, al Gobernador y al Vicegobernador de la provincia, así como a 60 escaños de la Cámara de Diputados, y 22 senadores departamentales para el período 1958-1962, con las bancas renovándose escalonadamente en 1960. Se realizaron al mismo tiempo que las elecciones presidenciales y legislativas a nivel nacional, siendo las decimocuartas elecciones provinciales salteñas desde la imposición del sufragio secreto en el país.
A raíz de la caída del peronismo, el principal partido opositor antes del golpe, la Unión Cívica Radical (UCR), se había dividido en dos facciones: la Unión Cívica Radical Intransigente (UCRI), favorable a negociar con el peronismo; y la Unión Cívica Radical del Pueblo (UCRP), favorable a mantener la proscripción. Unos días antes de las elecciones, Perón apoyó a Arturo Frondizi, candidato de la UCRI, lo que lo benefició electoralmente tanto a él como a sus candidatos gubernativos. Efectivamente, Bernardino Biella, candidato radical intransigente en Salta, obtuvo un rotundo triunfo con el 53.31% de los votos válidamente emitidos contra Gabriel Martínez, de la UCRP. En tercer lugar quedó el Partido Unión Provincial (PUP), fuerza conservadora que precedió y sucedió a la seccional del Partido Demócrata Nacional (PDN), disuelto poco después del golpe y encabezado por el exgobernador Robustiano Patrón Costas. A nivel legislativo, la UCRI obtuvo mayoría absoluta en ambas cámaras con 38 diputados y 18 senadores, seguida por la UCRP con 13 y 3, y el PUP con 1 y 3. Otros partidos menores, como el Partido Demócrata Cristiano (PDC), obtuvieron las bancas restantes. La participación fue del 83.70% del electorado registrado.
Biella asumió su cargo, al mismo tiempo que los legisladores electos, el 1 de mayo de 1958. Sin embargo, no pudo completar su mandato constitucional ya que la provincia fue intervenida por el gobierno de Frondizi el 21 de noviembre de 1961, pocos meses antes del final del período, que de todas formas no habría llegado a término debido al golpe de Estado de marzo de 1962.